# کاغذ بچه‌ها
کاغذ بچه‌ها (انگلیسی: The Boy's Own Paper) داستان‌نامه مصور بریتانیایی برای مخاطب نوجوان بود. این داستان‌نامه، در ژانویه ۱۸۷۹ منتشر و تا نوامبر سال ۱۹۱۳ به صورت هفته‌نامه منتشر می‌گردید و سپس، ترتیب انتشار آن به صورت ماهنامه شد. در مجموع ۲۴۵۱ شماره از این داستان‌نامه به چاپ رسید

## نگارخانه

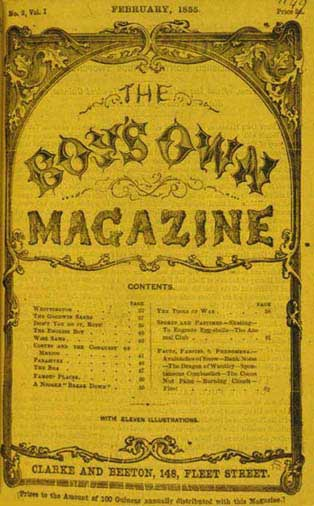
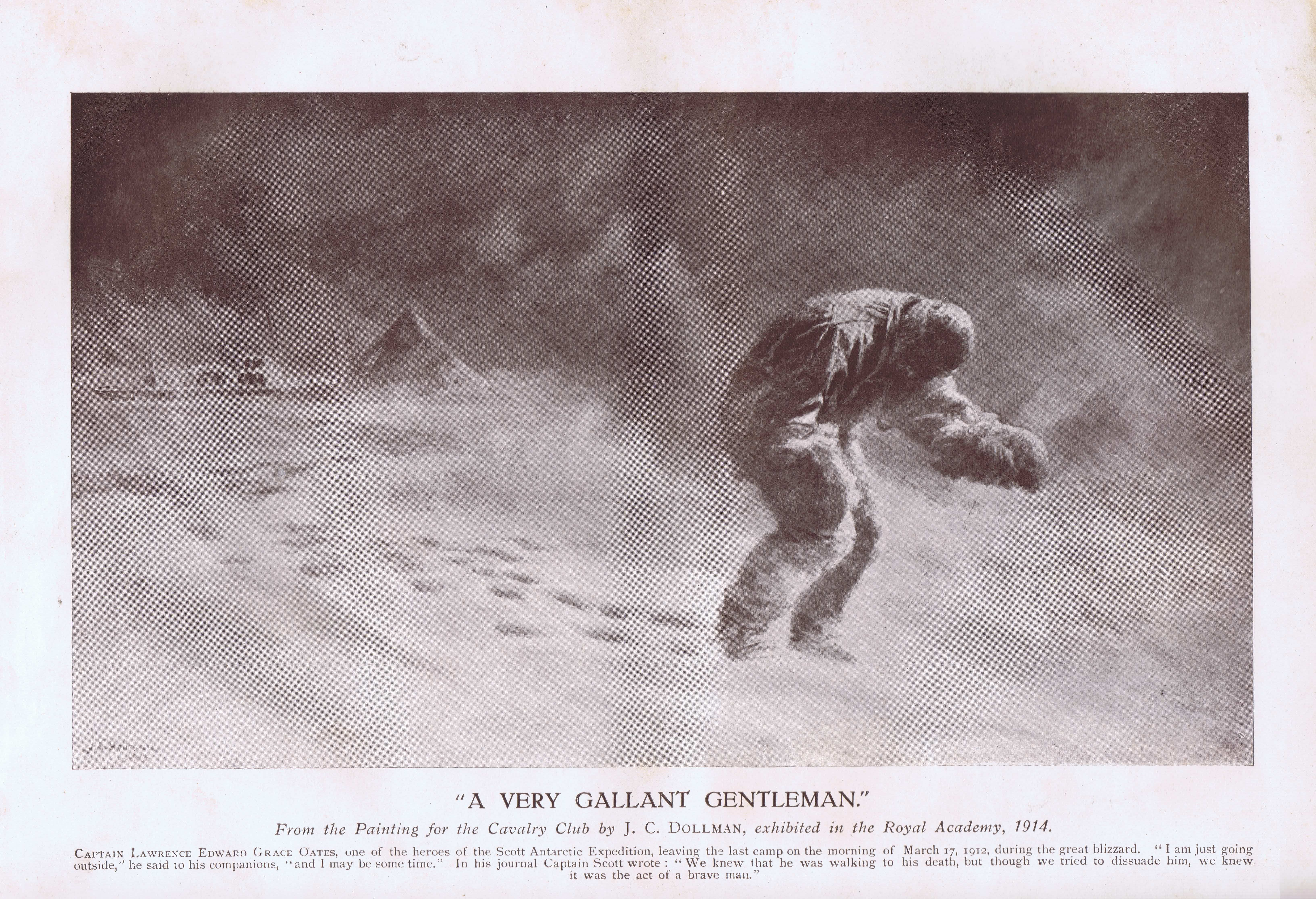
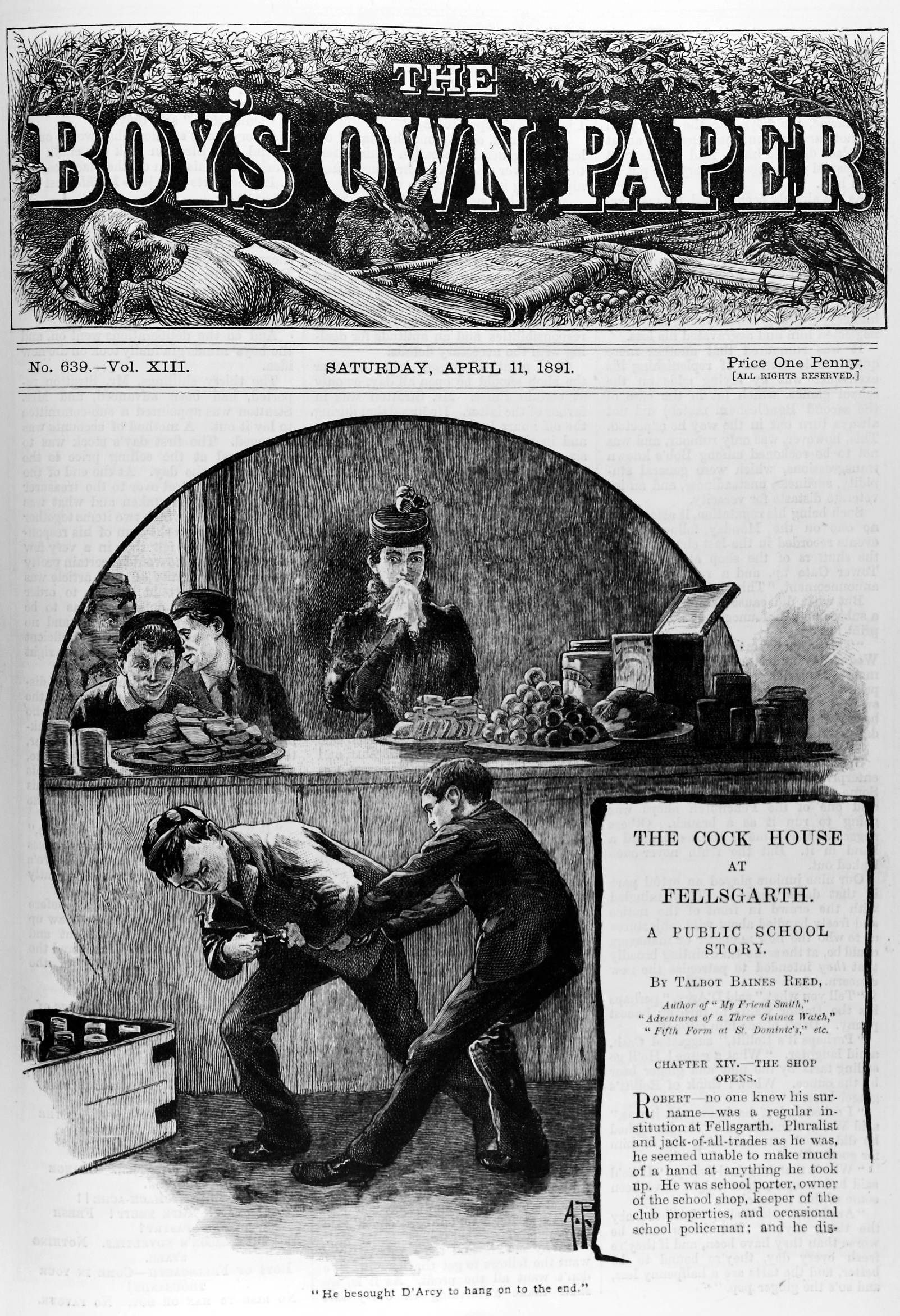